# Grunopark
Het Grunopark, tot 1994 en ook tegenwoordig nog vaak Grunostrand genoemd, is een recreatiegebied tussen het dorp Harkstede en de buurtschap Klein Harkstede in de gemeente Groningen in de Nederlandse provincie Groningen. Aan zuidzijde ligt het dorp Engelbert en aan noordzijde de grote, grotendeels nog aan te leggen, nieuwbouwwijk Meerstad. Het wordt sinds de start in 1975 gerund door de vroegere volleyballer Piet Swieter.
Het recreatieterrein omvat een langgerekte plas van ongeveer 1 kilometer bij 200 meter, een camping en een kabelskibaan. Ten oosten en noordoosten ligt haaks op en net ten zuiden van het Slochterdiep een roeibaan van ongeveer 2 kilometer bij 200 meter waar ook (door het FISA goedgekeurde) internationale roeiwedstrijden mogen worden gehouden, zoals de Martini Regatta.
Op de plek van het recreatieterrein was vroeger een verveningsgebied, waar later de moerassige Veenpolder werd aangelegd. Rond 1970 was er een zandafgraving. Op deze plek liet de gemeente Slochteren begin jaren 1970 recreatieterrein Grunostrand aanleggen. In 1975 opende de camping. In 1985 werd de kabelskibaan aangelegd en in 1993 de roeibaan.
Een groot deel van de recreanten bestaat uit Stadjers. Ook de camping wordt met name bezet door inwoners uit de stad.